# 高雄市立前鎮高級中學
高雄市立前鎮高級中學（Kaohsiung Municipal Cianjhen Senior High School），簡稱前鎮高中、前中，是一所位於高雄市前鎮區的高級中學。

## 學校簡史
1969年，臺灣省政府鑒於當時高雄市就學人口增加許多，委請時任高雄高中校長王家驥負責該校的設立籌備工作，於8月1日奉准成立，當時名為「臺灣省立前鎮高級中學」。創校後，臺灣省政府命時任教育廳督學朱迺武為首任校長。1979年，因應高雄市由省轄市升格為院轄市，該校改制為市立高中，並改為現名。

## 歷任校長
| 任別 | 任期             | 姓名   |
| ---- | ---------------- | ------ |
| 1    | 1969年 － 1979年 | 朱迺武 |
| 2    | 1980年 － 1989年 | 謝重光 |
| 3    | 1990年 － 1996年 | 尚樂野 |
| 4    | 1997年 － 1999年 | 吳英常 |
| 5    | 2000年 － 2006年 | 韓水中 |
| 6    | 2006年 － 2013年 | 謝文斌 |
| 7    | 2013年 － 2022年 | 夏日新 |
| 8    | 2022年 － 現任   | 蘇清山 |